# République du Río Grande
17 janvier – 6 novembre 1840
Entités précédentes :
- République centraliste mexicaine

Entités suivantes :
- République centraliste mexicaine
- République du Texas

La république du Rio Grande (en espagnol República del Río Grande) est un État qui fit brièvement sécession du Mexique en janvier 1840, dans la foulée de la république du Texas. Il était composé des États mexicains de Coahuila, Nuevo León et Tamaulipas, et revendiquait également les terres au sud du Rio Nueces. 
La république du Rio Grande faisait partie d’une série de mouvements indépendantistes au Mexique contre le gouvernement unitaire dominé par Antonio López de Santa Anna, y compris la république du Texas et la seconde république du Yucatán. La rébellion dura du 17 janvier au 6 novembre 1840. Vaincue par les armées du général Mariano Arista la république fut réintégrée au Mexique.